# Leila Meschi
Leila Meschi (Georgisch: ლეილა მესხი) (Tbilisi, 5 januari 1968) is een voormalig tennisspeelster uit Georgië. Meschi begon met tennis toen zij negen jaar oud was. Zij speelt rechtshandig. Zij was actief in het proftennis van 1984 tot en met 1996. Meschi won in 1992 een bronzen medaille in het vrouwendubbelspel op de Olympische spelen in Barcelona, met Natallja Zverava aan haar zijde.

## Loopbaan

### Enkelspel
Meschi debuteerde in 1984 op het ITF-toernooi van Bad Hersfeld (Duitsland). Zij stond in 1987 voor het eerst in een finale, op het ITF-toernooi van Tarzana (VS) – hier veroverde zij haar enige ITF-enkelspeltitel, door de Britse Clare Wood te verslaan.
In 1987 kwalificeerde Meschi zich voor het eerst voor een WTA-hoofdtoernooi, op het toernooi van Miami. Zij stond in 1988 voor het eerst in een WTA-finale, op het toernooi van Singapore – zij verloor van de Britse Monique Javer. In 1989 veroverde Meschi haar eerste WTA-titel, op het toernooi van Nashville, door de Canadese Helen Kelesi te verslaan.
In totaal won zij vijf WTA-titels, de laatste in 1995 in Hobart.
Haar beste resultaat op de grandslamtoernooien is het bereiken van de kwartfinale, op de US Open 1990. Haar hoogste positie op de WTA-ranglijst is de twaalfde plaats, die zij bereikte in augustus 1991.

### Dubbelspel
Meschi debuteerde in 1986 op het WTA-toernooi van Dallas, samen met de Française Pascale Paradis – zij bereikten de tweede ronde. Zij stond in datzelfde jaar voor het eerst in een finale, op het ITF-toernooi van Bethesda (VS), samen met de (toenmalige) Sovjet-Russin Natallja Zverava – hier veroverde zij haar eerste titel, door het Amerikaanse duo Jane Forman en Jennifer Goodling te verslaan. In totaal won zij twee ITF-titels, de andere in 1987 in Tarente (Italië).
Meschi stond in 1987 voor het eerst in een WTA-finale, op het toernooi van Hamburg, samen met de (toenmalige) Sovjet-Russin Natalja Bykova – zij verloren van het koppel Claudia Kohde-Kilsch en Jana Novotná. In 1990 veroverde Meschi haar eerste WTA-titel, op het toernooi van Auckland, samen met de (toenmalige) Sovjet-Russin Natalia Medvedeva, door het koppel Jill Hetherington en Robin White te verslaan. In totaal won zij vijf WTA-titels, de laatste in 1994 in Linz, samen met Russin Jevgenia Manjoekova.
Haar beste resultaat op de grandslamtoernooien is het bereiken van de halve finale, op de US Open 1991. Haar hoogste positie op de WTA-ranglijst is de 21e plaats, die zij bereikte in april 1995.

## Persoonlijk
Sinds 18 juli 1989 is Meschi getrouwd met Pavil Nadibaidze (1963). Zij bleef steeds onder haar eigen naam spelen. Tegenwoordig heeft zij in haar geboortestad Tbilisi een tennisschool, waar Giorgi Nadibaidze in het tennis wordt opgeleid.

## Posities op deWTA-ranglijst
Positie per einde seizoen:
| jaar | rang enkelspel | rang dubbelspel |
| ---- | -------------- | --------------- |
| 1986 | 253            | 179             |
| 1987 | 46             | 44              |
| 1988 | 46             | 49              |
| 1989 | 30             | 27              |
| 1990 | 19             | 31              |
| 1991 | 15             | 37              |
| 1992 | 22             | 70              |
| 1993 | 37             | 38              |
| 1994 | 34             | 27              |
| 1995 | 141            | –               |
| 1996 | 838            | 400             |

## Palmares
| Legenda                |
| ---------------------- |
| Grandslamtoernooi      |
| Olympische Spelen      |
| Year-End Championships |
| Tier I                 |
| Tier II                |
| Tier III               |
| Tier IV & V            |

### WTA-finaleplaatsen enkelspel
| nr.              | finale     | toernooi         | ondergrond    | tegenstandster            | score         |         |
| ---------------- | ---------- | ---------------- | ------------- | ------------------------- | ------------- | ------- |
| gewonnen finales |            |                  |               |                           |               |         |
| 1.               | 1989-11-12 | WTA Nashville    | hardcourt (i) | Helen Kelesi              | 6-2, 6-3      | details |
| 2.               | 1990-02-04 | WTA Auckland     | hardcourt     | Sabine Appelmans          | 6-1, 6-0      | details |
| 3.               | 1990-10-07 | WTA Moskou       | tapijt (i)    | Olena Brjoechovets        | 6-4, 6-4      | details |
| 4.               | 1991-02-10 | WTA Wellington   | hardcourt     | Andrea Strnadová          | 3-6, 7-6, 6-2 | details |
| 5.               | 1995-01-14 | WTA Hobart       | hardcourt     | Li Fang                   | 6-2, 6-3      | details |
| verloren finales |            |                  |               |                           |               |         |
| 1.               | 1988-04-24 | WTA Singapore    | hardcourt     | Monique Javer             | 6-7, 3-6      | details |
| 2.               | 1989-03-05 | WTA Oklahoma     | hardcourt (i) | Manon Bollegraf           | 4-6, 4-6      | details |
| 3.               | 1990-02-11 | WTA Wellington   | hardcourt     | Wiltrud Probst            | 6-1, 4-6, 0-6 | details |
| 4.               | 1990-11-11 | WTA Indianapolis | hardcourt (i) | Conchita Martínez         | 4-6, 2-6      | details |
| 5.               | 1991-04-07 | WTA Hilton Head  | gravel        | Gabriela Sabatini         | 1-6, 1-6      | details |
| 6.               | 1991-09-29 | WTA Bayonne      | tapijt (i)    | Manuela Maleeva-Fragnière | 6-4, 3-6, 4-6 | details |

### WTA-finaleplaatsen vrouwendubbelspel
| nr.              | finale     | toernooi          | ondergrond    | partner                   | tegenstandsters                    | score         |         |
| ---------------- | ---------- | ----------------- | ------------- | ------------------------- | ---------------------------------- | ------------- | ------- |
| gewonnen finales |            |                   |               |                           |                                    |               |         |
| 1.               | 1990-02-04 | WTA Auckland      | hardcourt     | Natalia Medvedeva         | Jill Hetherington Robin White      | 3-6, 6-3, 7-6 | details |
| 2.               | 1990-02-11 | WTA Wellington    | hardcourt     | Natalia Medvedeva         | Michelle Jaggard Julie Richardson  | 6-3, 2-6, 6-4 | details |
| 3.               | 1993-02-28 | WTA Linz          | tapijt (i)    | Jevgenia Manjoekova       | Conchita Martínez Judith Wiesner   | walk-over     | details |
| 4.               | 1993-04-11 | WTA Amelia Island | gravel        | Manuela Maleeva-Fragnière | Amanda Coetzer Inés Gorrochategui  | 3-6, 6-3, 6-4 | details |
| 5.               | 1994-02-13 | WTA Linz          | tapijt (i)    | Jevgenia Manjoekova       | Åsa Carlsson Caroline Schneider    | 6-2, 6-2      | details |
| verloren finales |            |                   |               |                           |                                    |               |         |
| 1.               | 1987-09-27 | WTA Hamburg       | gravel        | Natalja Bykova            | Claudia Kohde-Kilsch Jana Novotná  | 6-7, 6-7      | details |
| 2.               | 1988-04-24 | WTA Singapore     | hardcourt     | Svetlana Tsjerneva        | Natalja Bykova Natalia Medvedeva   | 6-7, 3-6      | details |
| 3.               | 1988-06-12 | WTA Birmingham    | gras          | Svetlana Parchomenko      | Larisa Savtsjenko Natallja Zverava | 4-6, 1-6      | details |
| 4.               | 1989-02-26 | WTA Wichita       | hardcourt (i) | Sandy Collins             | Manon Bollegraf Lise Gregory       | 2-6, 6-7      | details |
| 5.               | 1989-11-12 | WTA Nashville     | hardcourt (i) | Natalia Medvedeva         | Manon Bollegraf Meredith McGrath   | 6-1, 6-7, 6-7 | details |
| 6.               | 1994-05-01 | WTA Hamburg       | gravel        | Jevgenia Manjoekova       | Jana Novotná Arantxa Sánchez       | 3-6, 2-6      | details |
| 7.               | 1994-10-30 | WTA Essen         | tapijt (i)    | Jevgenia Manjoekova       | Maria Lindström Maria Strandlund   | 2-6, 1-6      | details |

## Resultaten grandslamtoernooien
| Legenda | Legenda                          |
| ------- | -------------------------------- |
| g.t.    | geen toernooi gehouden           |
| l.c.    | lagere categorie                 |
| –       | niet deelgenomen                 |
| G       | uitgeschakeld in de groepsfase   |
| 1R      | uitgeschakeld in de eerste ronde |
| 2R      | uitgeschakeld in de tweede ronde |
| 3R      | uitgeschakeld in de derde ronde  |
| 4R      | uitgeschakeld in de vierde ronde |
| KF      | uitgeschakeld in de kwartfinale  |
| HF      | uitgeschakeld in de halve finale |
| F       | de finale verloren               |
| W       | het toernooi gewonnen            |
| w-v     | winst/verlies-balans             |

### Enkelspel
| Toernooi        | 1988 | 1989 | 1990 | 1991 | 1992 | 1993 | 1994 | 1995 |
| --------------- | ---- | ---- | ---- | ---- | ---- | ---- | ---- | ---- |
| Australian Open | –    | –    | 3R   | –    | 4R   | 1R   | 1R   | 1R   |
| Roland Garros   | –    | 1R   | 3R   | 4R   | 4R   | 3R   | 3R   | –    |
| Wimbledon       | 2R   | –    | 1R   | –    | 1R   | 1R   | 1R   | –    |
| US Open         | 3R   | 3R   | KF   | 3R   | 2R   | 2R   | 4R   | –    |

### Vrouwendubbelspel
| Toernooi        | 1987 | 1988 | 1989 | 1990 | 1991 | 1992 | 1993 | 1994 | 1995 |
| --------------- | ---- | ---- | ---- | ---- | ---- | ---- | ---- | ---- | ---- |
| Australian Open | –    | –    | –    | KF   | –    | 3R   | 1R   | 3R   | KF   |
| Roland Garros   | –    | –    | 1R   | 3R   | 3R   | 1R   | 3R   | KF   | –    |
| Wimbledon       | 1R   | 2R   | –    | 2R   | –    | 2R   | 2R   | 2R   | –    |
| US Open         | –    | 1R   | 2R   | KF   | HF   | 3R   | 2R   | 2R   | –    |

### Gemengd dubbelspel
| Australian Open | –  | –  | –  | –  | –  |
| Roland Garros   | –  | 1R | 2R | 2R | –  |
| Wimbledon       | 2R | –  | 1R | 1R | –  |
| US Open         | –  | –  | 1R | –  | 1R |